# Hettenrodt
Hettenrodt là một đô thị thuộc huyện Birkenfeld, bang Rheinland-Pfalz, Đức. Đô thị này có diện tích 5,32 km².